# Беріт Пуґґаард
Беріт Пуґґаард (дан. Berit Puggaard, 11 грудня 1972) — данська плавчиня.
Учасниця Олімпійських Ігор 1992, 1996 років.
Призерка Чемпіонату світу з водних видів спорту 1991 року.